# Eselstreppe

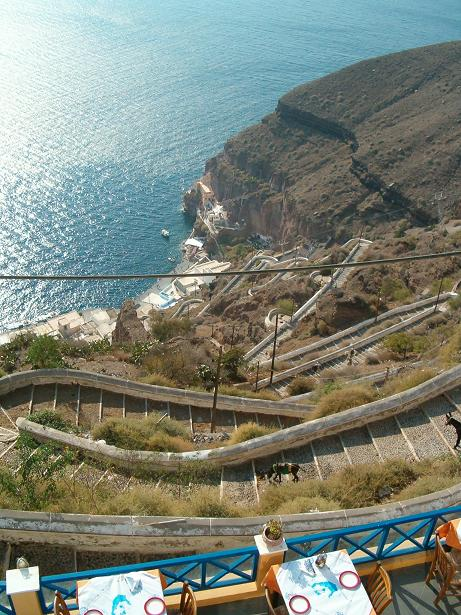
Eselstreppe in Fira auf Santorin

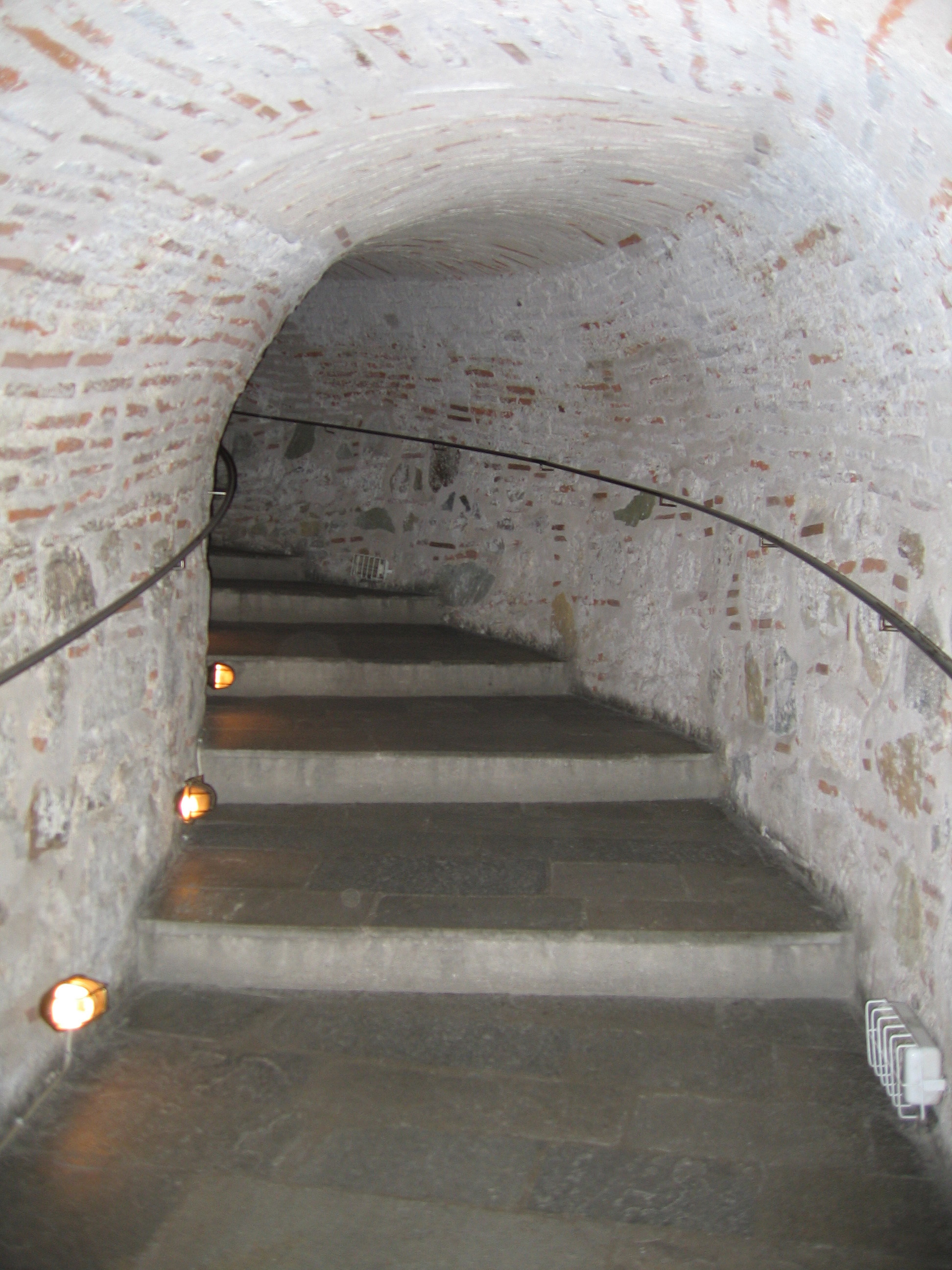
Eselstreppe im Weißen Turm in Thessaloniki

Eine Eselstreppe (siehe auch Reittreppe) ist eine sehr flache Treppe, die von Tragtieren begangen werden kann. Ursprünglich wurden Eselstreppen bei steilem Gelände in offener Landschaft angewendet.

## Anwendung in Innenräumen
Vom Wegebau fand das Konstruktionsprinzip seinen Weg in die Gebäudearchitektur. Hier bezeichnet Eselstreppe einen gewendelten, gewundenen oder mehrfach gebrochenen Aufgang in Gebäuden, der eine geringe Steigung und einen griffigen Boden aufweist, stufenlos oder häufiger in größeren Abständen durch flache Querwülste unterteilt. Diese Art des Aufgangs kommt in Kirch-, Burg-, Befestigungs- und Schlosstürmen sowie in der gesamten Festungs-, Villen- und Palastbaukunst vor.
Der Begriff Eselstreppe erscheint erst in der Fachliteratur des 19. Jahrhunderts. Der Name leitet sich vermutlich her von Erklärungen, welche die Bezeichnung Eselsturm für den Nordost-Turm des Regensburger Domes (11. Jahrhundert), rechtfertigen sollen. Dieser Turm besitzt einen stufenlosen gewendelten Aufgang. Die Behauptung, dieser sei für Lasten tragende Esel bestimmt gewesen, ist unzutreffend. Die Abmessungen sind für einen solchen Zweck viel zu klein. Andererseits ist für Aufgänge dieser Art, die mit Sicherheit von Trag- und Zugtieren benutzt wurden, weder der Name Eselstreppe noch eine ähnliche Bezeichnung bekannt.